# Liste von Persönlichkeiten der Gemeinde Kleinmachnow
Koordinaten: 52° 24′ N, 13° 13′ O
Die brandenburgische Gemeinde Kleinmachnow war Geburts-, Wirkungs- und Sterbeort zahlreicher Persönlichkeiten. Der ländliche Charakter eines Gutsdorfes zu Beginn des 20. Jahrhunderts, zugleich aber auch die Nähe zur Hauptstadt Berlin sowie zu den Filmstudios in Babelsberg, hat viele Künstler, Schauspieler und Schriftsteller angezogen. Hier folgt eine Übersicht von Personen, die in Kleinmachnow gelebt und gewirkt haben, unabhängig von ihrem Geburtsort.

## Schauspieler
- Susanne Bormann (* 1979), Schauspielerin, in Kleinmachnow aufgewachsen
- Matthias Brandt (* 1961), Schauspieler und Autor, lebt in Kleinmachnow
- Chris Doerk (* 1942), Sängerin, lebt in Kleinmachnow
- Jasmin Gerat (* 1978), Schauspielerin, lebt in Kleinmachnow
- Helga Göring (1922–2010), Schauspielerin, lebte in Kleinmachnow
- Harald Effenberg (* 1957), Schauspieler, lebt seit 2001 in Kleinmachnow
- Paul Henckels (1885–1967), Schauspieler, zog 1936 in die Villa Am Weinberg 5 in Kleinmachnow ein und gab diese später wegen Anfeindungen gegen seine jüdische Frau auf
- Anne Kasprik (* 1963), Schauspielerin, lebt in Kleinmachnow
- Deborah Kaufmann (* 1970), Schauspielerin, lebte in Kleinmachnow
- Friedrich Kayssler (1874–1945), Staatsschauspieler und Schriftsteller, im April 1945 versehentlich vor seinem Haus in Kleinmachnow von sowjetischen Soldaten erschossen
- Wolfgang Kieling (1924–1985), Schauspieler, lebte von 1954 bis 1957 in Kleinmachnow
- Hildegard Knef (1925–2002), Schauspielerin und Sängerin, lebte von 2001 bis 2002 in Kleinmachnow
- Herbert Köfer (1921–2021), Schauspieler, lebte in Kleinmachnow
- Agnes Kraus (1911–1995), Schauspielerin, lebte viele Jahre in Kleinmachnow
- Frank Lüdecke (* 1961), Kabarettist, lebt seit 2000 in Kleinmachnow
- Christoph M. Ohrt (* 1960), Schauspieler, lebte bis 2012 in Kleinmachnow
- Gisela Uhlen (1919–2007), Schauspielerin, lebte von 1953 bis 1960 in Kleinmachnow
- Susanne Uhlen (* 1955), Schauspielerin, lebte von 1955 bis 1960 in Kleinmachnow

## Schriftsteller und Verleger
- Martin Ahrends (* 1951), Schriftsteller und Redakteur, lebt seit 1994 in Kleinmachnow
- Gerhard Bengsch (1928–2004), Schriftsteller und Drehbuchautor, lebte ab 1956 in Kleinmachnow
- Lily Braun (1865–1916), Schriftstellerin und Frauenrechtlerin, lebte seit 1909 im Erlenweg 29 in Kleinmachnow (Grab im Garten des Hauses)
- Harald Effenberg (* 1957), Schauspieler, lebt in Kleinmachnow
- Paul Eipper (1891–1964), Schriftsteller und Redakteur, lebte in Kleinmachnow
- Gisela Heller (1929–2025), Schriftstellerin und Redakteurin, lebte in Kleinmachnow
- Walter Janka (1914–1994), Verleger, lebte seit den 1960er Jahren in Kleinmachnow
- Wolfgang Joho (1908–1991), Schriftsteller, lebte in der Medonstr. 23 in Kleinmachnow
- Walter Kiel (1907–1986), Autor von Fachbüchern zur Landwirtschaft, lebte in Kleinmachnow in der Geschwister-Scholl-Allee
- Stefan Kolditz (* 1956), Schriftsteller, lebte in Kleinmachnow
- Ilse Korn (1907–1975), Schriftstellerin, lebte in Kleinmachnow
- Vilmos Korn (1899–1970), Schriftsteller und Journalist, lebte in Kleinmachnow
- Friedo Lampe (1899–1945), Schriftsteller, lebte seit 1943 im Haus von Ilse Molzahn in Kleinmachnow in der Heimdallstr. 62 (heute Geschwister-Scholl-Allee)
- Marianne Lange-Weinert (1921–2005), Übersetzerin und Autorin, lebte viele Jahre in Kleinmachnow
- Hanns Maaßen (1908–1983), Journalist und freier Schriftsteller, lebte seit 1971 in Kleinmachnow
- Dieter Mehlhardt (1927–1988), Buchhändler und Regionalhistoriker, lebte seit 1936 in Kleinmachnow in der Leninallee 69 (heute Hohe Kiefer)
- Hans-Albert Pederzani (1923–2021), Schriftsteller und Regisseur, lebte in Kleinmachnow
- Konrad Schmidt (1926–1995), Schriftsteller und Germanist, lebte in Kleinmachnow
- Marianne Schmidt (1929–2017), Literaturwissenschaftlerin und Schriftstellerin, lebte seit den 1950er Jahren in Kleinmachnow
- Fred Wander (1917–2006), Schriftsteller, lebte von 1958 bis zu seiner Rückkehr nach Wien 1983 in Kleinmachnow, zunächst Wolfswerder, dann Ernst-Thälmann-Str. 22
- Maxie Wander (1933–1977), Schriftstellerin, lebte in Kleinmachnow
- Christa Wolf (1929–2011), Schriftstellerin, lebte von 1962 bis 1976 in Kleinmachnow
- Gerhard Wolf (1928–2023), Schriftsteller und Verleger, lebte in Kleinmachnow

## Musiker und Komponisten
- Martina Barta (* 1988), Jazzsängerin, lebt in Kleinmachnow
- Peter Christian Feigel (* 1966), Dirigent, lebt in Kleinmachnow
- Jörg Huke (* 1962), Jazzmusiker und Theaterkomponist, lebt in Kleinmachnow
- Hildegard Knef (1925–2002), Sängerin, lebte von 2001 bis 2002 in Kleinmachnow
- Lotte Lenya (1898–1981), Schauspielerin und Sängerin, lebte in Kleinmachnow
- Stefan Rauh (1963–2023), Dirigent, Komponist und Musikverleger, lebte seit 2013 in Kleinmachnow.
- Arnold Schönberg (1874–1951), Komponist, 1911–1913 Gast im Bildhauerhaus des Ferdinand Lepcke an der Gradnauer Straße
- Kurt Weill (1900–1950), Komponist, kaufte 1931 ein Haus in Kleinmachnow und zog mit Ehefrau Lotte Lenya im März 1932 ein, 1933 Emigration

## Regisseure
- Sylke Enders (* 1965), Filmregisseurin und -produzentin, lebte in den 1980er Jahren in Kleinmachnow und machte dort ihr Abitur
- Karl Gass (1917–2009), Regisseur, lebte in Kleinmachnow und gründete 1961 einen eigenen Betriebsteil der DEFA in Kleinmachnow
- Richard Groschopp (1906–1996), Regisseur und Kameramann der DEFA, lebte seit 1958 in Kleinmachnow.
- Hans Joachim Hildebrandt (1929–2020), lebte in Kleinmachnow
- Hans-Joachim Kasprzik (1928–1997), Regisseur und Drehbuchautor, lebte in Kleinmachnow
- Lutz Köhlert (1927–2012), Regisseur und Drehbuchautor, Rektor der Hochschule für Film und Fernsehen „Konrad Wolf“, lebte in Kleinmachnow
- Wolfgang Luderer (1924–1995), Regisseur und Drehbuchautor, lebte in Kleinmachnow
- Fred Mahr (1907–1980), Regisseur und Schauspieler, lebte in Kleinmachnow
- Konrad Petzold (1930–1999), Filmregisseur, lebte in Kleinmachnow.

## Politiker
- Cornelia Behm (* 1951), Politikerin (Bündnis 90/Die Grünen), landwirtschaftlich-technische Assistentin und wissenschaftliche Mitarbeiterin im Institut für Pflanzenschutzforschung Kleinmachnow (1972–1990), Fraktionsvorsitzende der Bürgerfraktion in Kleinmachnow (bis 2001) und Bürgermeisterkandidatin in Kleinmachnow (2001)
- Peter Bloch (1900–1984), lebte von 1938 bis 1950 in Kleinmachnow, Mitbegründer der Ortsgruppe der CDU im Juni 1945 und ihr erster Vorsitzender
- Georg Dertinger (1902–1968), Politiker (DNVP, Ost-CDU), erster Minister für Auswärtige Angelegenheiten der DDR, lebte in Kleinmachnow
- Hinrich Enderlein (* 1941), Politiker (FDP), lebt in Kleinmachnow
- Georg Gradnauer (1866–1946), Politiker (SPD), lebte in Kleinmachnow 1934, bis er 1944 ins KZ Theresienstadt deportiert wurde
- Adolf Grimme (1889–1963), Politiker (SPD), lebte in Kleinmachnow von 1930 bis zu seiner Verhaftung 1942, nach ihm ist der Adolf-Grimme-Ring in Kleinmachnow benannt
- Ernst Lemmer (1898–1970), Politiker (DDP und CDU), organisierte nach Kriegsende die Gemeindeverwaltung in Kleinmachnow[1]
- Wilhelm Ohnesorge (1872–1962), Reichspostminister, machte aus Hakeburg seine Privatresidenz und errichtete dort eine Forschungsanstalt, die sich mit kriegswichtigen Themen befasste.
- Max Reimann (1898–1977), Vorsitzender der KPD, lebte während seiner Exilzeit bis 1968 in Kleinmachnow, nach ihm ist die Max-Reimann-Straße in Kleinmachnow benannt
- Fritz Rücker (1892–1974), Minister für Volksbildung, Wissenschaft und Kunst der Landesregierung Brandenburg, lebte in Kleinmachnow
- Jörg Schönbohm (1937–2019), Generalleutnant und Politiker (CDU), lebte in Kleinmachnow
- Fritz Hermann Schwob (1891–1956), Politiker (CDU), gehörte als Minister in der Landesregierung Brandenburg der Kleinmachnower CDU-Ortsgruppe an[2]

## SED-Parteihochschule
Zwischen 1948 und 1954 befand sich auf dem Gelände der Hakeburg der Sitz der Parteihochschule Karl Marx der SED. Die Hakeburg entwickelte sich zum ideologischen Zentrum der DDR. Folgende Personen waren an der Parteihochschule beschäftigt:
- Fritz Beyling (1909–1963), Politiker (KPD und SED), Leiter der Zentralen Redakteur-Nachwuchsschule der ZK-Abteilung Agitation der SED bei der Parteihochschule (1950/51)
- Kerstin Kaiser (* 1960), Politikerin (Die Linke), von 1984 bis 1989 Lehrerin in der Sprachintensivausbildung der Parteischule beim Zentralkomitee der SED „Karl Liebknecht“ in Kleinmachnow
- Wolfgang Leonhard (1921–2014), Schriftsteller, Dozent an der Fakultät Geschichte (1947–1949)
- Frida Rubiner (1879–1952), Schriftstellerin und Journalistin, lehrte als Dekanin an der Fakultät Grundfragen des Marxismus-Leninismus

## Weitere Persönlichkeiten
- Tina Bara (* 1962), Fotografin, Professorin für künstlerische Fotografie an der Hochschule für Grafik und Buchkunst Leipzig, lebt in Kleinmachnow
- Nikolaus Blome (* 1963), Journalist, lebt in Kleinmachnow
- Nelly Marie Bojahr (* 1988), Miss Germany 2007, lebt in Kleinmachnow
- Capital Bra (* 1994), Rapper, lebt in Kleinmachnow
- Rainer Ehrt (* 1960), Grafiker und Illustrator, lebt in Kleinmachnow
- Paul Eipper (1891–1964), Autor von Tierbüchern, lebte in Kleinmachnow um 1939–1949
- Hubert Faensen (1928–2019), Kunsthistoriker und Verlagsleiter (Union Verlag; Koehler & Amelang), lebte seit 1956 in Kleinmachnow, langjähriges Mitglied in der Gemeindevertretung
- Fridolin Frenzel (1930–2019), Kunstmaler des Bauhauses, lebte in Kleinmachnow
- Heinrich Funke (1867–1936), einziger Ehrenbürger Kleinmachnows, ab 1895 Förster auf dem Hake’schen Gutshof, später Gutsvorsteher, nach Auflösung des Gutsbezirks und Umwandlung in die Gemeinde Kleinmachnow von 1920 bis 1931 erster Gemeindevorsteher[3]
- Gerhard Geidel (1925–2011), Marinemaler und Illustrator, lebte in Kleinmachnow
- Karl-Heinz Gerstner (1912–2005), Journalist, lebte ab März 1953 in Kleinmachnow am Zehlendorfer Damm 132
- Heike Görtemaker (* 1964), Historikerin und Autorin, lebt in Kleinmachnow
- Manfred Görtemaker (* 1951), Historiker und Hochschullehrer, lebt in Kleinmachnow
- Jens Klocksin (* 1957), deutscher Naturschützer und ehemaliger Politiker, Mitglied des Landtages Brandenburg 2004–2009, Bundesschatzmeister des Bundes für Umwelt und Naturschutz Deutschland e.V. (BUND)
- Hartmut Köhler (1940–2012), Romanist, Professor für romanische Literaturwissenschaft an der Universität Trier, lebte in Kleinmachnow
- Harald Kretzschmar (1931–2024), Karikaturist und Mitarbeiter des Satiremagazins Eulenspiegel, lebte in Kleinmachnow
- Herbert Lange (1920–2001), Maler und Grafiker, lebte in Kleinmachnow
- Klaus Lemke (1936–2017), Grafiker, lebte in Kleinmachnow
- Ferdinand Lepcke (1866–1909), Bildhauer, arbeitete in Kleinmachnow
- Horst Mahler (1936–2025), Gründungsmitglied der linksterroristischen Rote Armee Fraktion, wohnte lange Zeit in Kleinmachnow.
- Elisabeth Pungs (1896–1945), Widerstandskämpferin gegen den Nationalsozialismus, wohnte 1932–1936 in Kleinmachnow.
- Hermann Radzik-Radzyk (1879–1945), Maler, lebte ab 1936 n Kleinmachnow
- Herbert Sander (1938–2018), Maler und Grafiker, lebte in Kleinmachnow
- Otto Schlumberger (1885–1958), Phytomediziner und Agrikulturbotaniker, Präsident der Biologischen Zentralanstalt „Ost“ in Kleinmachnow (1949–1952)
- Ingo Sommer (* 1942), Professor für Architekturgeschichte,  Mitglied der Preußischen Historischen Kommission, lebt in Kleinmachnow.
- Margarete Sommer (1893–1965), Widerstandskämpferin gegen den Nationalsozialismus, lebte in Kleinmachnow
- Adolf Sommerfeld (1886–1964), Bauunternehmer, erschloss in Kleinmachnow neue Siedlungsgebiete durch standardisierte Einfamilienhäuser in nahezu industrieller Bauweise („Sommerfeld-Siedlung“)
- Werner Väth (1945–2012), Politikwissenschaftler und Vizepräsident der Freien Universität Berlin, lebte in Kleinmachnow
- Philipp Walsleben (* 1987), Radrennfahrer, lebt in Kleinmachnow